# Élection présidentielle américaine de 1864 dans le Vermont
L'élection présidentielle américaine de 1864 dans le Vermont a lieu le 8 novembre 1864 comme dans les 24 autres États qui composent alors les États-Unis, les 11 États ayant fait sécession ne participant pas à ce scrutin. Les électeurs vermontois choisissent des grands électeurs pour les représenter dans le collège électoral à travers un vote populaire. Le Vermont dispose en 1864 de 5 grands électeurs. L'État donne l'ensemble de ses grands électeurs au candidat du Parti de l'Union nationale (en), le président des États-Unis sortant Abraham Lincoln. 
Le candidat vainqueur de ce scrutin dans tout le pays sera également Lincoln, qui débutera un second mandat à la présidence des États-Unis le 4 mars 1865 mais décédera assassiné le 15 avril 1865. 